# Carex subantarctica
Carex subantarctica är en halvgräsart som beskrevs av Carlos Luis Spegazzini. Carex subantarctica ingår i släktet starrar, och familjen halvgräs. Inga underarter finns listade i Catalogue of Life.